# Diocesi di Zenobia
La diocesi di Zenobia (in latino Dioecesis Zenobiensis) è una sede soppressa e sede titolare della Chiesa cattolica.

## Storia
Zenobia, corrispondente alle rovine di Halabiye nell'odierna Siria, a 45 km. da Deir el-Zor sulla riva destra dell'Eufrate, è un'antica sede episcopale della provincia romana della Siria Eufratense nella diocesi civile d'Oriente. Faceva parte del patriarcato di Antiochia ed era suffraganea dell'arcidiocesi di Sergiopoli.
La sede non compare nell'opera Oriens Christianus di Le Quien. È segnalata in una Notitia episcopatuum del VI secolo: nessun vescovo tuttavia è conosciuto.
Dal 1933 Zenobia è annoverata tra le sedi vescovili titolari della Chiesa cattolica; la sede è vacante dal 1º settembre 2004.

## Cronotassi dei vescovi titolari
- Dominique Marie Hồ Ngọc Cẩn † (11 marzo 1935 - 28 novembre 1948 deceduto)
- Patrick James Skinner, C.I.M. † (24 gennaio 1950 - 23 gennaio 1951 nominato arcivescovo di Saint John's)
- Pietro Luigi Carretto, S.D.B. † (12 aprile 1951 - 18 dicembre 1965 nominato vescovo di Ratburi)
- Andraos Abouna † (6 novembre 2002 - 1º settembre 2004 nominato vescovo titolare di Hirta)